# Tin “nóng”
Tin "nóng" (tựa gốc tiếng Anh: Bombshell) là một bộ phim điện ảnh tiểu sử chính kịch của Hoa Kỳ năm 2019 do đạo diễn Jay Roach thực hiện và được biên kịch bởi Charles Randolph. Bộ phim có sự tham gia của Charlize Theron, Nicole Kidman và Margot Robbie, và dựa trên bản báo cáo của một số phụ nữ tại Fox News, người đã lên kế hoạch vạch trần CEO Roger Ailes vì các hoạt động quấy rối tình dục. Các diễn viên John Litva, Kate McKinnon, Connie Britton, Malcolm McDowell và Allison Janney xuất hiện trong vai trò hỗ trợ.
Dự án được công bố lần đầu tiên vào tháng 5 năm 2017 sau cái chết của Ailes, với Roach được xác nhận là đạo diễn vào năm sau. Phần lớn các diễn viên tham gia vào mùa hè năm đó và việc quay phim bắt đầu vào tháng 10 năm 2018 tại Los Angeles. Phim được phát hành giới hạn tại Hoa Kỳ vào ngày 13 tháng 12 năm 2019, trước khi phát hành rộng vào ngày 20 tháng 12, bởi Lionsgate.
Bombshell nhận được đánh giá chung, với các nhà phê bình ca ngợi diễn xuất của các diễn viên (đặc biệt là Theron, Kidman, Robbie, và Litva) nhưng một số người chỉ trích kịch bản và sự không chính xác của nó. Tại giải Oscar lần thứ 92, nó đã giành được ba đề cử: Nữ diễn viên chính xuất sắc nhất (Theron), Nữ diễn viên phụ xuất sắc nhất (Robbie) và Hoá trang xuất sắc nhất. Bộ phim cũng nhận được hai đề cử tại Giải Quả cầu vàng lần thứ 77 (cho Theron và Robbie), bốn tại Giải SAG lần thứ 26 (Theron, Robbie, và Kidman, cũng như Diễn viên xuất sắc nhất) và ba giải tại Giải thưởng viện Hàn lâm Anh Quốc lần thứ 73 (Theron, Robbie và Hoá trang xuất sắc nhất).